# Escharella abyssicola
Escharella abyssicola är en mossdjursart som först beskrevs av Norman 1869.  Escharella abyssicola ingår i släktet Escharella och familjen Romancheinidae. Arten är reproducerande i Sverige. Inga underarter finns listade i Catalogue of Life.